# Micromagnètica

Exemple de configuració micromagnètica. En comparació amb un estat uniforme, l'estructura de tancament de flux redueix l'energia del camp desmagnetitzant, a costa d'una mica d'energia d'intercanvi.

La micromagnètica és un camp de la física que s'ocupa de la predicció de comportaments magnètics a escales de longitud submicromètriques. Les escales de longitud considerades són prou grans com per ignorar l'estructura atòmica del material (l'aproximació del continu), però prou petites per resoldre estructures magnètiques com ara parets de domini o vòrtexs.
La micromagnètica pot tractar els equilibris estàtics, minimitzant l'energia magnètica i el comportament dinàmic, resolent l'equació dinàmica depenent del temps.
El micromagnetisme com a camp (és a dir, que s'ocupa específicament del comportament dels materials ferromagnètics a escales de longitud submicromètriques) es va introduir el 1963 quan William Fuller Brown Jr. va publicar un article sobre estructures de parets de dominis antiparal·lels. Fins fa relativament fa poc, la micromagnètica computacional ha estat prohibitivament cara en termes de potència computacional, però els problemes més petits ara es poden resoldre en un ordinador d'escriptori modern.
El propòsit de la micromagnètica estàtica és resoldre la distribució espacial de la magnetització M a l'equilibri. En la majoria dels casos, com que la temperatura és molt inferior a la temperatura de Curie del material considerat, el mòdul |M| de la magnetització s'assumeix que és a tot arreu igual a la magnetització de saturació Ms. El problema consisteix llavors a trobar l'orientació espacial de la magnetització, que ve donada pel vector de direcció de la magnetització m = M/Ms, també anomenat magnetització reduïda.
La interacció de la micromagnètica amb la mecànica també és d'interès en el context d'aplicacions industrials que tracten la ressonància magnetoacústica com en altaveus hipersounds, transductors magnetostrictius d'alta freqüència, etc. Les simulacions FEM tenint en compte l'efecte de la magnetostricció en la micromagnètica són importants. Aquestes simulacions utilitzen models descrits anteriorment dins d'un marc d'elements finits.